# Камберленд (округ, Иллинойс)
Ка́мберленд (англ. Cumberland County) — округ в США, штате Иллинойс. По состоянию на 2010 год, численность населения составляла 11 048 человек. Был основан в 1843 году, получил своё название в честь федеральной Камберлендской дороги.

## География
По данным Бюро переписи США, общая площадь округа равняется 899 км², из которых 896 км² суша, и 3 км², или 0,28 % — это водоёмы.

## Население
По данным переписи населения 2000 года в округе проживает 11 253 жителя в составе 4368 домашних хозяйств и 3083 семей. Плотность населения составляет 13,00 человек на км2. На территории округа насчитывается 4876 жилых строений, при плотности застройки около 5-ти строений на км2. Расовый состав населения: белые — 98,84 %, афроамериканцы — 0,11 %, коренные американцы (индейцы) — 0,20 %, азиаты — 0,15 %, гавайцы — 0,02 %, представители других рас — 0,23 %, представители двух или более рас — 0,45 %. Испаноязычные составляли 0,60 % населения независимо от расы.
В составе 33,20 % из общего числа домашних хозяйств проживают дети в возрасте до 18 лет, 59,50 % домашних хозяйств представляют собой супружеские пары, проживающие вместе, 7,60 % домашних хозяйств представляют собой одиноких женщин без супруга, 29,40 % домашних хозяйств не имеют отношения к семьям, 25,50 % домашних хозяйств состоят из одного человека, 14,00 % домашних хозяйств состоят из престарелых (65 лет и старше), проживающих в одиночестве. Средний размер домашнего хозяйства составляет 2,55 человека, и средний размер семьи 3,06 человека.
Возрастной состав округа: 26,40 % — моложе 18 лет, 8,00 % — от 18 до 24, 27,50 % — от 25 до 44, 22,20 % — от 45 до 64, и 22,20 % — от 65 и старше. Средний возраст жителя округа — 37 лет. На каждые 100 женщин приходится 95,90 мужчин. На каждые 100 женщин старше 18 лет приходится 93,30 мужчин.
Средний доход на домохозяйство в округе составлял 36 149 USD, на семью — 42 704 USD. Среднестатистический заработок мужчины был 30 627 USD против 20 007 USD для женщины. Доход на душу населения составлял 16 953 USD. Около 7,80 % семей и 9,50 % общего населения находились ниже черты бедности, в том числе — 12,70 % молодежи (тех, кому ещё не исполнилось 18 лет) и 9,00 % тех, кому было уже больше 65 лет.